# Mats Jonsson (pilote)
Pour les articles homonymes, voir Mats Jonsson.
Mats Jonsson, né le 28 novembre 1957, est un ancien pilote de rallyes suédois.

## Biographie
Sa carrière automobile débute en 1979 sur Volvo 142, participant déjà alors au rallye de Suède.
Ce pilote participe au championnat du monde WRC de 1984 à 1993.
Il continue ensuite la compétition dans des rallyes des championnats scandinaves et estonien, en Groupe A et sur 4 roues motrices avec des véhicules de type Ford Escort WRC. Il reste toujours présent en 2013, obtenant toujours des succès dans son championnat national très régulièrement depuis 2005.

## Palmarès

### Titres
- Double Champion de Suède des rallyes du Groupe A, en 1998 et 2002;

### Victoires en WRC
| # | Course                                 | Année | Copilote     | Voiture                 |
| - | -------------------------------------- | ----- | ------------ | ----------------------- |
| 1 | Suède 41st International Swedish Rally | 1992  | Lars Bäckman | Toyota Celica GT-Four   |
| 2 | Suède 42nd International Swedish Rally | 1993  | Lars Bäckman | Toyota Celica Turbo 4WD |

### 9 victoires en ERC
- Rallye Finnskog Norway, en 1993 sur Toyota Celica GT-4 (avec Lars Bäckman), puis 1997 sur Ford Escort RS Cosworth (avec Johnny Johansson).
- Rallye du Sud de la Suède, en 1983, 1990, 1991, 1992, 1998 et 2000 (ainsi que 2005, 2007, 2008 et 2012 uniquement en championnat de Suède);
- Rallye des 3 cîtés: 1997 (Allemagne);